# کارپیلوفکا (سرزمین آلتای)
کارپیلوفکا (به لاتین: Karpilovka) یک منطقهٔ مسکونی در روسیه است که در سرزمین آلتای واقع شده‌است.